# Bailey Yard
A Bailey Yard az Union Pacific Railroad vasúttársaság Nebraska államban, North Platte közelében található rendezőpályaudvar. Négy forgalmas vasútvonal metszéspontjában fekszik. Naponta átlagosan 139 vonat 14 000 kocsija halad át itt, melyből 3000 kocsit a rendező pályaudvar két gurítódombja újabb vonatokká rendez át. Az átlagosan 14 percenként érkező tehervonatokat 2600 dolgozó veszi kezelésbe, hogy minél hamarább útnak indulhassanak.
A pályaudvar mérete és forgalma alapján a legnagyobb ilyen létesítmény a világon.

## Képek

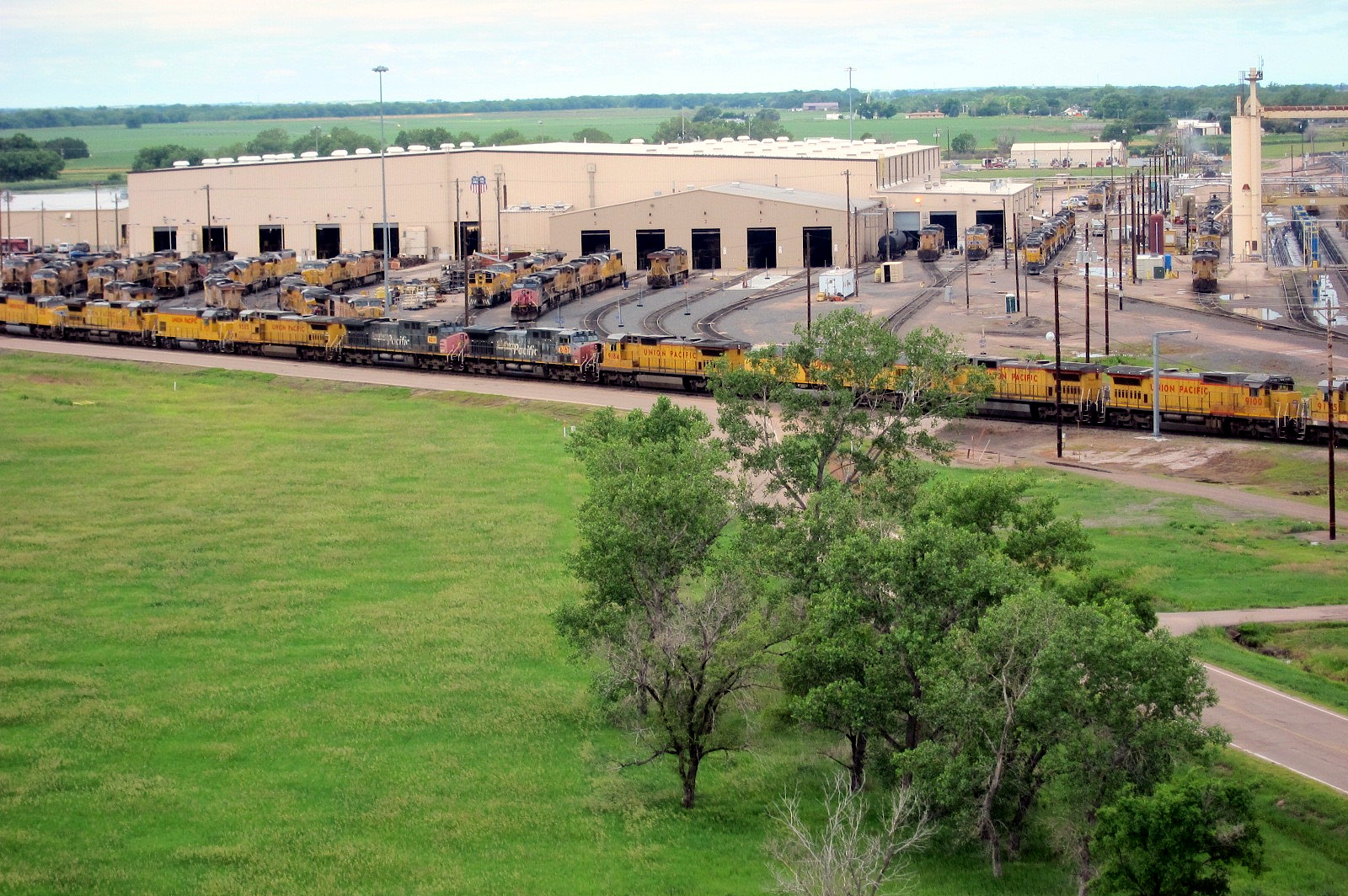
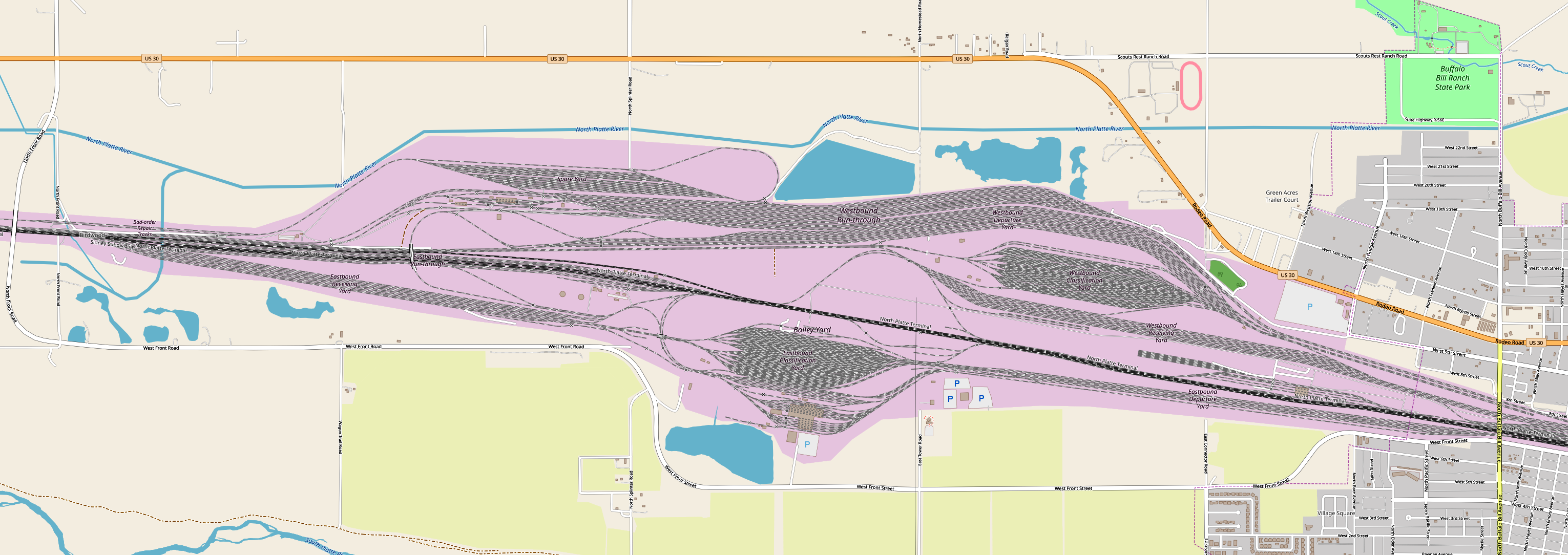
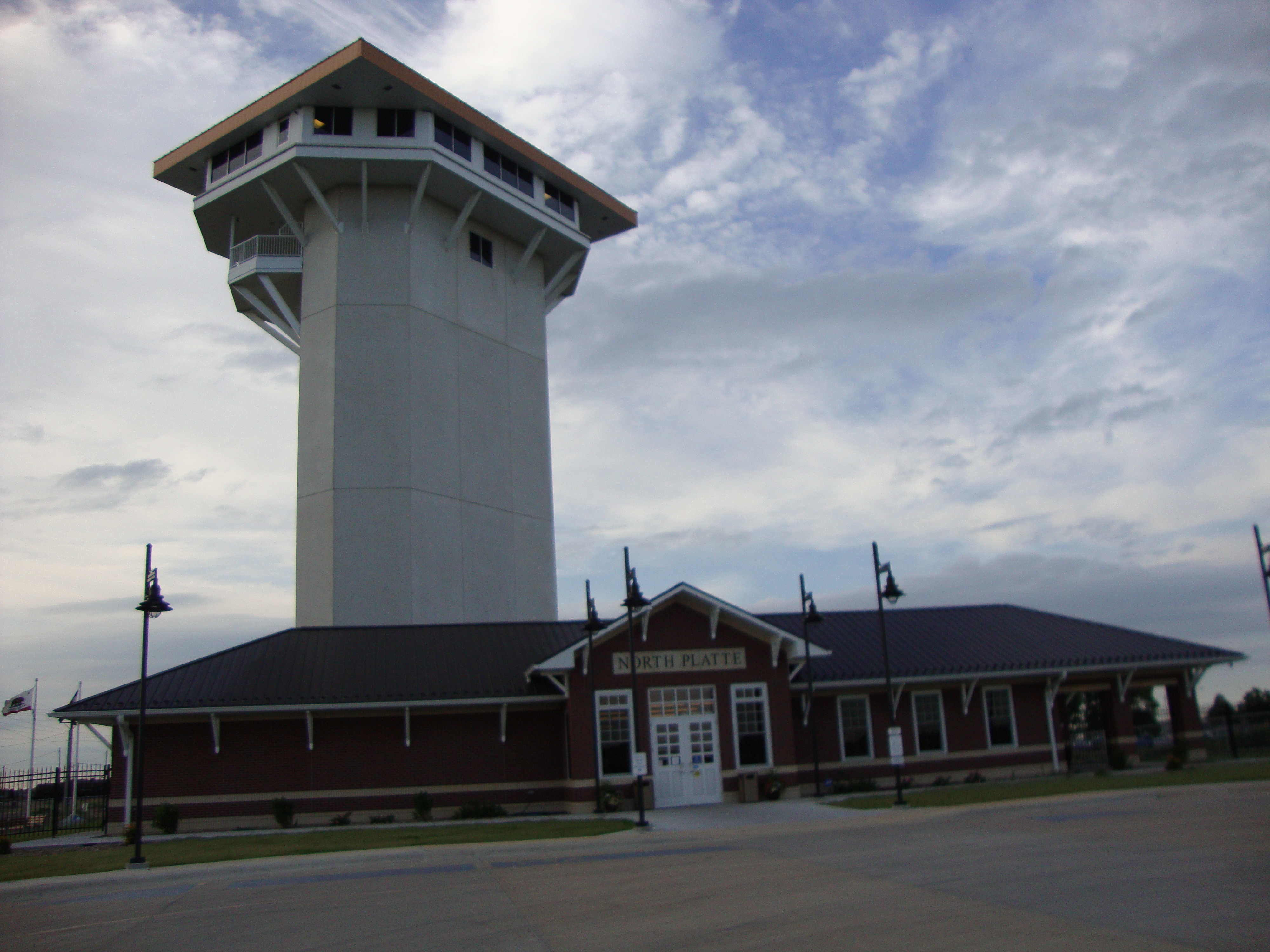